# Kim Roberts
Kim Roberts est une actrice canadienne née le 16 juillet

## Filmographie

### Cinéma
- 1996 : Mesure d'urgence : l'infirmière à domicile
- 1997 : Critical Care : la première interne
- 1998 : Loin d'ici (Down in the Delta) de Maya Angelou : Isabelle
- 2000 : Steal This Movie : le public
- 2001 : Glitter : Mrs. Wilson
- 2002 : Le Smoking : l'infirmière des urgences
- 2004 : L'Armée des morts : Cora
- 2005 : Man of the Year : la maquilleuse
- 2006 : I'm Not There : Mme Arvin
- 2006 : Saw III : Deborah
- 2007 : Charlie Bartlett : docteur Linda Jenkins
- 2007 : Saw IV : l'infirmière Deborah
- 2008 : Nurse.Fighter.Boy : l'interne
- 2009 : Au-delà des apparences : juge
- 2011 : The Night Chronicles: Devil
- 2012 : Je te promets - The Vow (The Vow) : Barbara

### Télévision
- 2006 : La Couleur du courage (Why I Wore Lipstick to My Mastectomy) : Geralyn Lucas
- 2007 : Des fleurs en hiver (What If God Were the Sun?) : Jamie Spagnoletti
- 2011 : Suits, Avocats sur mesure (Suits) : Glenda